# Андрианов, Анатолий Анатольевич
Анато́лий Анато́льевич Андриа́нов (27 ноября 1989 (35 лет), Касимов, Рязанская область) — российский футболист, мастер спорта международного класса по футзалу. C 2018 тренер по мини-футболу, тренировавший в России, в Китае, в Финляндии, во Франции.

## Карьера
Выступал за сборную России по футзалу и сборную России по микрофутзалу. Чемпион Европы по футзалу и бронзовый призёр. Капитан сборной России по микрофутзалу и многократный чемпион мира по микрофутзалу. Трижды бронзовый призёр чемпионатов России по классическому футзалу.
Игрок в разные разновидности футбола: мини-футбол, пляжный футбол, футнет и микрофутзал.
Играл в большой футбол в таких клубах как: Зенит 2 (Санкт — Петербург), Локомотив (Санкт-Петербург) , Кубань-дубль (Краснодар), Знамя — Труда (Орехово — Зуево).
В 2011 году перешел в мини-футбол и начал играть за МФК Политех (Санкт-Петербург) .
В 2012 году стал обладателем Лиги Европы по микрофутзалу в Испании и лучшим игроком турнира.
В июне 2012 года в составе сборной России по микрофутзалу стал чемпионом Европы и лучшим бомбардиром.
Осенью 2012 года в Испании проходил чемпионат среди сборных команд по микрофутзалу, где сборная России стала чемпионом мира, а капитан сборной России Анатолий Андрианов стал лучшим бомбардиром.
В декабре 2013 года в стал чемпионом России по микрофутзалу и лучшим игроком чемпионата.
С 1—7 октября 2013 года в Ллорет Де Маре в Испании проходил клубный чемпионат мира по микрофутзалу, в составе команды Гермес, стал чемпионом мира и лучшим бомбардиром турнира.
В классическом футзале AMF выступал за разные команды из разных регионов, таких как: Рязань. Екатеринбург, Санкт-Петербург, Егорьевск .
В 2015 году в составе сборной России по футзалу в формате AMF стал четвертьфиналистом чемпионата мира по футзалу 2015 в Белоруссии.
Обладатель этапа кубка России по пляжному футболу 2015.
В 2016 году в составе сборной России стал чемпионом Европы по футзалу AMF.
После чемпионата Европы в 2016 году уехал играть в чемпионат Индии по футзалу Premier Futsal за команду FC Bangalore, в одной команде с Поул Скоулзом . Играл против мировых звезд футбола, таких как Роналдиньо , Кафу, Креспо , Фалькао, Сальгадо, Луиш Фиго, Райан Гиггз.
В ноябре 2016 в составе сборной России по футнету, стал серебряным призёром дивизиона Б чемпионата мира по футнету в Брно (Чехия).
Входит в энциклопедию Российского классического футзала.
В 2018 году в составе сборной России стал бронзовым призёром чемпионата Европы по футзалу в Испании.
В Сезоне 2018—2019 уехал в Китай играющим тренером в Китайскую суперлигу, в команду Futsal Club Snow Wolf Inner Mongolia, где в скором времени стал главным тренером команды из города Маньчжурия в суперлиге Китая по футзалу.
В Сезон 2019—2020 — перешел в команду на юге Китая, выступающая так же в суперлиги Китая по футзалу Futsal club Guangdong Zhanjiang Sport Tiger из города Чжаньцзян . Где так же является тренером женской команды и молодёжных команд в структуре клуба..
В сезоне 2021 перешёл в команду " Мурас " (Иссык-Куль) Кыргызстан .
В новом сезоне 2021—2022 возглавил футзальный клуб Бонифачо, из Корсики . Клуб выступает в чемпионате Франции по футзалу.